# Buhl, Haut-Rhin
Buhl là một xã thuộc tỉnh Haut-Rhin trong vùng Grand Est, đồng bắc Pháp. Xã này có diện tích 8,8 km², dân số năm 1999 là 3234 người. Khu vực này có độ cao trung bình 340 mét trên mực nước biển.